# 扭稜二十面化截半大十二面體
扭稜二十面化截半大十二面體是一種星形均勻多面體，為二十面化截半大十二面體的扭稜立體，由80個正三角形、12個正五邊形和12個正五角星組成，索引為U46，對偶多面體為中六角六十面体，其與扭稜小星形十二面體一樣，皆具有12組正五邊形面和五角星面互相平行:177。
這個立體與塑膠數關係十分密切，因為其許多屬性都可以用塑膠數來表達，例如邊長為單位長的扭稜二十面化截半大十二面體，其外接球半徑為{\displaystyle {\frac {1}{2}}{\sqrt {\frac {2\rho -1}{\rho -1}}}}，其中{\displaystyle \rho }為塑膠數。

## 性質
扭稜二十面化截半大十二面體共由104個面、180條邊和60個頂點組成。在其104個面中，有80個正三角形面、12個正五邊形面和12個正五角星面。在其60個頂點中，每個頂點都是4個三角形、1個五邊形和1個五角星的公共頂點，並且這些面在構成頂角的多面角時，以五邊形、三角形、五角星、三角形、三角形和三角形的順序排列，在頂點圖中可以用(5.3.5/3.3.3.3)、{3, 5/3, 3, 3, 3, 5}或(3.5/3.3.3.3.5)來表示。

### 表示法
扭稜二十面化截半大十二面體在考克斯特—迪肯符号中可以表示為（s5/3s3s5*a），在威佐夫記號中可以表示為| 5/3 3 5或| 3 5/3 5:177。

### 尺寸
若扭稜二十面化截半大十二面體的邊長為單位長，則其外接球半徑為：
{\displaystyle {\frac {1}{2}}{\sqrt {\frac {2\rho -1}{\rho -1}}}\approx 1.1268979127999}
其中{\displaystyle \rho }為塑膠數，是方程式{\displaystyle x^{3}-x-1=0}的唯一實根，約為1.324718。